# Célia Posser

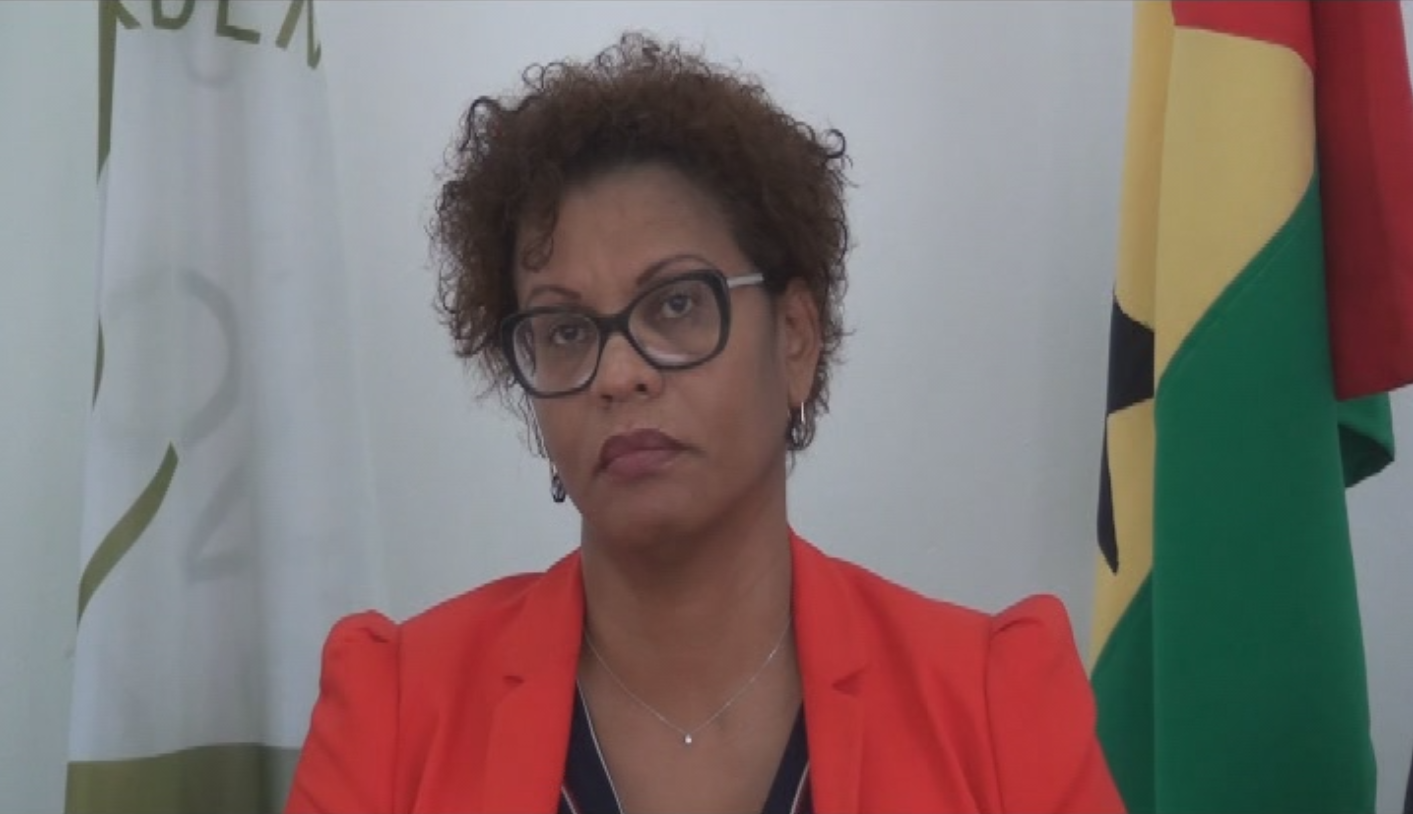
Célia Posser.

Célia Posser é uma advogada e política em São Tomé e Príncipe. Serviu no gabinete da primeira-ministra Maria do Carmo Silveira entre 2005 e 2006 como Secretária de Estado da Administração Pública e Comunicação Social. Depois de deixar o governo, ela permaneceu no país para continuar a trabalhar como advogada e foi eleita chefe da associação nacional de advogados em março de 2017.

## Carreira
Célia Posser foi Secretária de Estado da Administração Pública e Comunicação Social entre 2005 e 2006 no X Governo Constitucional de São Tomé e Príncipe sob a liderança da Primeira Ministra Maria do Carmo Silveira.  Durante o seu tempo no governo, ela começou a privatização das estações de rádio e televisão estatais e também premiou as duas primeiras licenças de transmissão de estação de rádio privada do país.  Posser também foi representante de São Tomé e Príncipe em 2005 nas negociações com Angola para melhorar a cooperação em defesa, transporte, pescas, comunicações e para discutir o perdão de $ 21 milhões de dívida a Angola.  Ela também serviu como presidente do Supremo Conselho de Imprensa do estado da ilha (o regulador da imprensa).
Posser trabalha como advogada em São Tomé e Príncipe desde 2007.  Ela também foi presidente da Plataforma de Direitos Humanos e Género, uma organização privada de direitos humanos sediada no país.  Posser é membro da Associação de Mulheres Advogadas.
Posser foi eleita presidente da Ordem dos Advogados de São Tomé e Príncipe em março de 2017 para um mandato de quatro anos. Ela é a segunda mulher a ocupar a posição. Posser prometeu garantir que os advogados do país promovessem a justiça e defendessem os direitos humanos. Ela foi eleita em um momento difícil para o sistema judicial, quando os processos judiciais estavam suspensos devido a greves de funcionários judiciais e promotores públicos.
No seu papel como presidente da associação de advogados, Posser alertou para os perigos de uma reestruturação do sistema judiciário de cima para baixo pelo presidente Evaristo Carvalho.  Também anunciou, no dia 18 de outubro, que os advogados do país estariam interrompendo o trabalho pro bono que vinham realizando há muito tempo para os cidadãos mais pobres de São Tomé e Príncipe. Eles já haviam trabalhado de graça e pagaram as despesas da equipa do tribunal com fundos da associação de advogados. O acordo foi retirado na esperança de que o governo introduzisse um sistema de assistência legal adequado para permitir o acesso à justiça para todos.